# Aoujgal
Die Schlucht von Aoujgal auf der Nordseite des Hohen Atlas mit ihren steilabfallenden Felswänden und den hochgelegenen Felsenspeichern (igoudar, tiguermin oder tazaght) gehört zu den spektakulärsten Natur- und Kultureindrücken in Marokko.

## Lage
Die keilförmige Schlucht von Aoujgal befindet sich in ca. 1800 m Höhe etwa 60 km südöstlich von Kasba Tadla und etwa 2–7 km südlich des über die Provinzstraße P3218 erreichbaren Ortes Boutferda in der Provinz Béni Mellal in der Region Béni Mellal-Khénifra. Am Grund der Schlucht fließt der Oued Attach (Zentralatlas-Tamazight Assif n’Attach), der jedoch nur im Winter und im Frühjahr Wasser führt und in der übrigen Zeit des Jahres lediglich ein Rinnsal bildet, welches im Sommer und Herbst dann meist ganz trockenfällt.

## Architektur
Durch Erosionskräfte entstand im oberen Teil der Felswände, d. h. etwa 300 m oberhalb der Talsohle, ein etwa 3–5 m tiefer Felsrücksprung, der in späterer Zeit stellenweise durch menschliches Zutun erweitert wurde. Hier erbauten Angehörige des Berberstammes der Aït Abdi zahlreiche, jeweils einer Familie zugeordnete Speicherkammern, deren Seiten- und Vorderwände zumeist mörtellos aus vorgefundenen Steinen aufgeschichtet wurden; die Rückwand wird durch die Felswand gebildet. Die meisten Kammern haben Dächer aus Holzbalken mit einer durch Steinen beschwerten Schilfabdeckung. Die nur etwa einen Meter hohen Türen der kleinen Räume waren wohl ehemals verschließbar – heute sind oft nur noch die seitlichen Pfosten und die hölzernen Sturzbalken erhalten. Viele Kammern sind eingestürzt; eine (Teil-)Rekonstruktion ist beabsichtigt.

## Funktion
Wie die freistehenden Agadire des Antiatlas und des Hohen Atlas, erfüllten auch die Speicherkammern der Aoujgal-Schlucht eine doppelte Funktion: Zum einen dienten sie als sicherer Aufbewahrungsort für Arbeitsgeräte, Waffen, Lebensmittel etc.; andererseits boten sie in kriegerischen Zeiten den Stammesangehörigen Schutz vor Übergriffen umherziehender Nomaden oder verfeindeter Nachbardörfer bzw. -stämme. Bedingt durch die beengten räumlichen Verhältnisse, die dem Feind keine Möglichkeit zur Entfaltung seiner Kräfte boten, und wegen der hier gelagerten Lebensmittel und Wasservorräte konnte der Platz längere Zeit verteidigt werden.
Nach Beginn der französischen Protektoratszeit entspannte sich die Situation, da sich die ehemals weitgehend isolierten Berberstämme fortan nicht mehr untereinander bekämpften; außerdem verbesserten sich die Transportmöglichkeiten. All dies führte zum allmählichen Verfall der Traditionen und der Bauten.